# Jeanménil
Jeanménil – miejscowość i gmina we Francji, w regionie Grand Est, w departamencie Wogezy.
Według danych na rok 1990 gminę zamieszkiwało 1 037 osób, a gęstość zaludnienia wynosiła 57 osób/km² (wśród 2335 gmin Lotaryngii Jeanménil plasuje się na 360. miejscu pod względem liczby ludności, natomiast pod względem powierzchni na miejscu 229.).